# Кейт Ендрюс
Кейт Ендрюс (англ. Keith Joseph Andrews; нар. 13 вересня 1980, Дублін) — ірландський футболіст, півзахисник клубу «Іпсвіч Таун».

## Клубна кар'єра
Вихованець футбольної школи клубу «Вулвергемптон Вондерерз». Дорослу футбольну кар'єру розпочав 1999 року в основній команді того ж клубу, в якій провів один сезон, взявши участь лише у 2 матчах чемпіонату. 
2000 року захищав на умовах оренди кольори команди клубу «Оксфорд Юнайтед». Того ж року повернувся до «Вулвергемптон Вондерерз». Цього разу відіграв за клуб з Вулвергемптона наступні три сезони своєї ігрової кар'єри.
Згодом, протягом 2003—2004 років знову перебував в оренді, цього разу у складі команд клубів «Сток Сіті» та «Волсолл». По завершенні терміну оренди у 2004 ще один сезону відіграв за «Вулвергемптон Вондерерз», після чого 2005 року уклав контракт з клубом «Халл Сіті», кольори якого захищав протягом одного сезону. Протягом 2006—2008 років виступав за «Мілтон-Кінс Донс».
2008 року уклав контракт з клубом «Блекберн Роверз», у складі якого провів наступні три роки своєї кар'єри гравця. Як і в попередніх, менш титулованих, клубах більшість часу, проведеного у складі «Блекберн Роверз», був основним гравцем команди.
До складу клубу «Іпсвіч Таун» приєднався на умовах оренди 2011 року. Наразі встиг відіграти за команду з Іпсвіча 15 матчів в національному чемпіонаті.

## Виступи за збірну
2008 року дебютував в офіційних матчах у складі національної збірної Ірландії. Наразі провів у формі головної команди країни 26 матчів, забивши 3 голи.